# 금과초등학교
금과초등학교는 대한민국 전북특별자치도 순창군 금과면 매우리에 있는 공립 초등학교다.

## 학교 연혁
- 1924년 4월 21일 금과공립보통학교 개교(4년제 1학급, 1~3학년 30명 편성)
- 1938년 4월 1일 금과공립심상소학교 개칭
- 1941년 4월 1일 금과공립국민학교 개칭
- 1964년 3월 1일 목동분교장 설립인가
- 1969년 3월 1일 금과서국민학교 분리
- 1981년 3월 1일 병설유치원 개원
- 1987년 3월 1일 금과서분교장 편입
- 1991년 3월 1일 금과서분교장 통합, 통학버스 운영
- 1996년 3월 1일 금과초등학교로 개칭
- 2016년 2월 19일 제91회 졸업(총 7,134명 졸업)
- 2016년 3월 1일 초등학교 6학급, 병설유치원 1학급 편성
- 2017년 2월 10일 제92회 졸업(총7,141명 졸업)
- 2017년 3월 1일 초등학교 6학급 편성·운영
- 2017년 9월 1일 제27대 이금옥 교장 부임
- 2018년 2월 13일 제93회 졸업(총 7,146명 졸업)
- 2018년 3월 1일 초등학교 6학급, 병설유치원 1학급 편성

## 참고 자료
- 금과초등학교 - 한국교육학술정보원 학교알리미